# Mr. Ho
Mr. Ho és un manga curt fet per Akira Toriyama, mentre feia Bola de Drac, que té com a protagonista un personatge similar a en Iamxa. La història és semblant a la nissaga de l'Exèrcit de la Cinta Vermella de Bola de Drac.